# Protoglossum cribbiae
Protoglossum cribbiae är en svampart som först beskrevs av A.H. Sm., och fick sitt nu gällande namn av T.W. May 1995. Protoglossum cribbiae ingår i släktet Protoglossum och familjen spindlingar.   Inga underarter finns listade i Catalogue of Life.